# Roza Sarkisian
Roza Volodymyrivna Sarkisian (ucraïnés: Саркісян Роза Володимирівна; Stepanakert, Nagorno-Karabakh, RSS d'Azerbaidjan, 20 de gener de 1987) és una directora i comissària de teatre ucraïnesa. Des del 2019 és directora del Teatre Dramàtic Acadèmic Nacional Ivan Franko.

## Biografia
Sarkisian va nàixer el 20 de gener de 1987 a Stepanakert, Nagorno-Karabakh. El 1992 es va traslladar a Ucraïna amb els seus pares. Del 2004 al 2009 va estudiar Sociologia a la Universitat Nacional de Khàrkiv. El 2012 es va graduar al Departament de Direcció de la Universitat Nacional d'Arts de Khàrkiv. Ha treballat al Teatre Municipal de Severodonetsk, el Teatre Acadèmic Rus de la Joventut, el Teatre "Mansion" de Moscou, el Teatre Acadèmic Udmurt de Drama Rus i el Teatre Khàrkiv per a Joves Espectadors de Varsòvia. Va fundar el DeFacto Theatre amb Diana Khodyachykh per a produir teatre postdramàtic. Especialitzada en postdrama, s'ha manifestat obertament en contra de les desigualtats salarials i de gènere al teatre ucraïnés. També va ser directora del Primer Teatre Acadèmic d'Ucraïna per a infants i joves de Lviv, on va dirigir una nova traducció a l'ucraïnés de l'obra anglesa Black Thrushes. És admiradora de l'obra de la dramaturga britànica Sarah Kane.
Durant la pandèmia de la COVID-19 a Ucraïna, Sarkisian va dirigir produccions que es van estrenar en línia. El 2021 va dirigir una producció de Romeu i Julieta treballant a amb joves i actors amb discapacitat.